# Orai
Orai è una suddivisione dell'India, classificata come municipal board, di 139.444 abitanti, capoluogo del distretto di Jalaun, nello stato federato dell'Uttar Pradesh. In base al numero di abitanti la città rientra nella classe I (da 100.000 persone in su).

## Geografia fisica
La città è situata a 25° 58' 60 N e 79° 28' 0 E e ha un'altitudine di 130 m s.l.m..

## Società

### Evoluzione demografica
Al censimento del 2001 la popolazione di Orai assommava a 139.444 persone, delle quali 74.974 maschi e 64.470 femmine. I bambini di età inferiore o uguale ai sei anni assommavano a 17.078, dei quali 9.126 maschi e 7.952 femmine. Infine, coloro che erano in grado di saper almeno leggere e scrivere erano 97.386, dei quali 57.246 maschi e 40.140 femmine.